# Sophie Esterházy-Liechtenstein

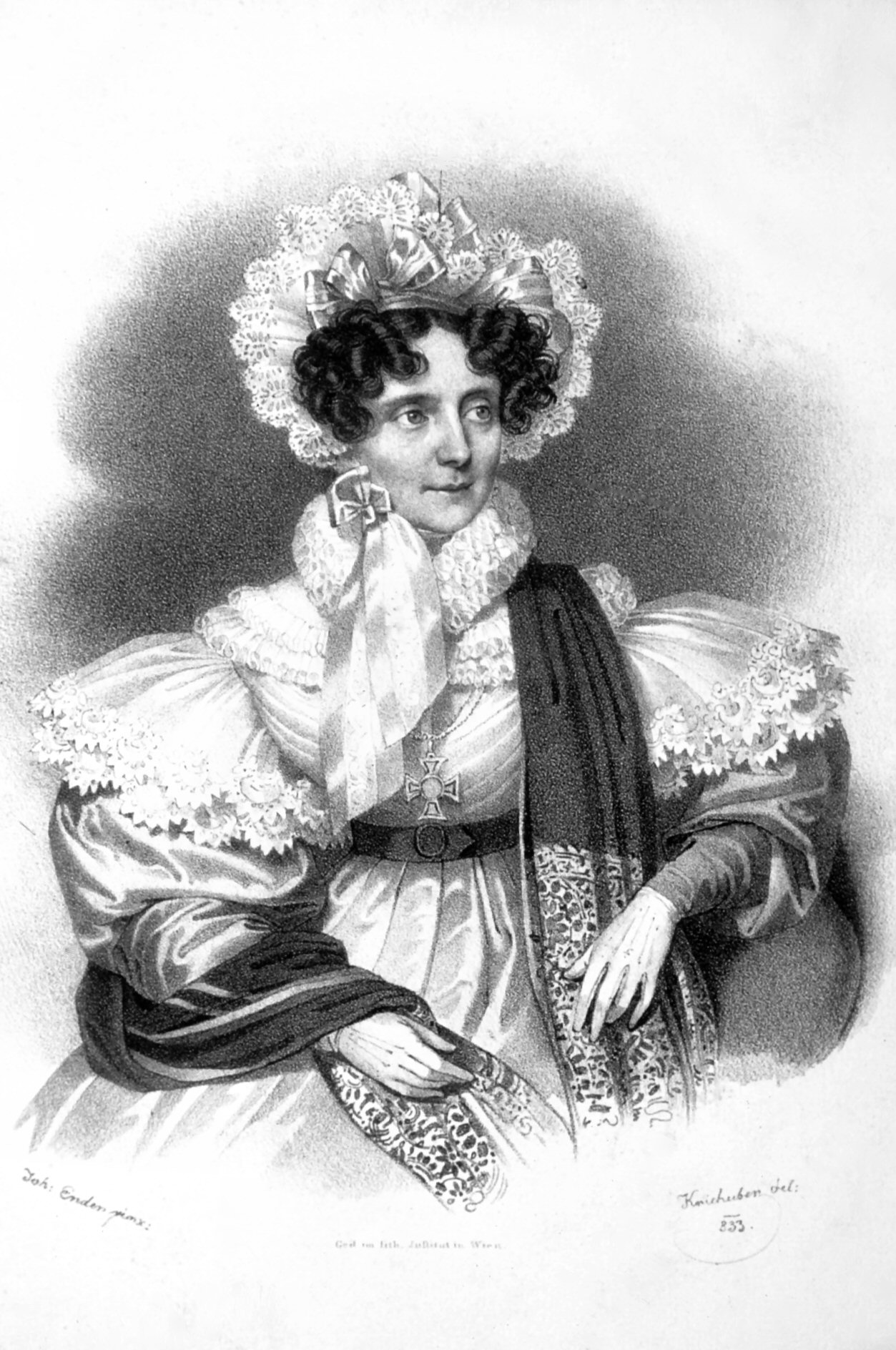
Gräfin Esterhazy, Lithographie von Josef Kriehuber (1833) nach einem Gemälde von Joh. Ender

Sophie Mária Josepha Prinzessin von und zu Liechtenstein, Gräfin Esterházy von Galántha, bekannt als „Gräfin Esterházy“, (* 5. September 1798 in Wien; † 17. Juni 1869 ebenda) war eine österreichische Oberhofmeisterin und Hofdame der österreichischen Kaiserin Elisabeth von Österreich-Ungarn.

## Leben
Sophie Mária Josepha Prinzessin von und zu Liechtenstein stammte aus dem Haus Liechtenstein. Sie war die zweite Tochter und das dritte Kind des österreichischen Feldmarschalls Johann Joseph Fürst von Liechtenstein, 10. Fürst von und zu Liechtenstein, Herzog von Troppau und Jägerndorf und dessen Gemahlin Josefa Sophie Landgräfin zu Fürstenberg-Weitra.
1817 heiratete sie Vinzenz Graf Esterházy Baron zu Galántha (1787–1835). Ihr Ehemann war k.u.k Kämmerer und Generalmajor. Die Ehe blieb kinderlos.
Esterházy-Liechtenstein war Hofdame und eine enge Vertraute der österreichischen Erzherzogin Sophie, der Mutter des Kaisers Franz Joseph I. von Österreich. Von Erzherzogin Sophie wurde sie auch für das Amt der Oberhofmeisterin, der sog. „Ersten Gesellschaftsdame“, bei Kaiserin Elisabeth ausgesucht.
Im August 1853 begegnete sie erstmals der jungen Sisi, als sie ihr in Bad Ischl zu ihrer Verlobung mit Kaiser Franz Joseph I. gratulierte. Im April 1854 wurde sie Elisabeths Oberhofmeisterin. Sie war fast 56 Jahre alt, als sie das Amt der Oberhofmeisterin erhielt, und galt als „sittenstrenge, zeremoniöse Frau“; außerdem war sie für ihre erzkonservative Haltung bekannt. Sie übernahm bei Kaiserin Elisabeth de facto die Funktion einer Gouvernante. Elisabeth fasste vom ersten Augenblick an eine tiefe Abneigung gegen Gräfin Esterházy-Liechtenstein; sie empfand sie als „Aufpasserin“. Esterházy-Liechtenstein wurde allerdings von einzelnen Mitgliedern des Hofstaats ebenso wegen ihrer gouvernantenhaften Haltung gegenüber Elisabeth kritisiert; auch, dass sie Elisabeth in den Familienklatsch der Hocharistokratie einzuweihen versuchte, obwohl Elisabeth dafür kein wirkliches Interesse zeigte, wurde negativ vermerkt. Esterházy-Liechtenstein betrachtete dies jedoch als eine ihrer Aufgaben. Sie war, im Auftrag von Erzherzogin Sophie, im April und Mai 1854 auch bei den Flitterwochen von Franz Joseph I. und Elisabeth auf Schloss Laxenburg anwesend, um eventuelle Verstöße der Kaiserin gegen die Etikette an Erzherzogin Sophie berichten zu können.
Im Juni 1854 begleitete sie das Kaiserpaar auf dessen erste Auslandsreise nach Böhmen und Mähren. Im Winter 1860 wurde ihr von Kaiserin Elisabeth mitgeteilt, dass sie sie auf ihrer Reise nach Madeira nicht begleiten werde und dass sie von einer anderen Hofdame, der jungen Mathilde zu Windisch-Grätz, vertreten werde. Während Elisabeths Madeiraaufenthalt übernahm sie, gemäß den Weisungen von Erzherzogin Sophie, die Erziehung der beiden Kinder Elisabeths, der Erzherzogin Gisela und, gemeinsam mit Baronin Karoline Walden, auch die des Kronprinzen Rudolf. Im November 1861 – Erzherzogin Sophie hatte sich diesmal durchsetzen können – reiste sie gemeinsam mit Kaiser Franz Joseph I. und den beiden Kindern Gisela und Rudolf zu Elisabeth, die sich seit Ende Oktober 1861 in Venedig aufhielt; von dort berichtete sie Erzherzogin Sophie ausführlich über Elisabeth und ihre Kinder. Während des Venedigaufenthalts kam es mehrfach zu Streitigkeiten zwischen ihr und der Kaiserin wegen der Erziehungsmethoden der Gräfin. Esterházy-Liechtenstein bestand darauf, dass die von Erzherzogin Sophie angeordneten Erziehungsprinzipien genauestens eingehalten wurden. Elisabeth forderte daraufhin die Entlassung der Gräfin. Anfang 1862, wohl im Laufe des Jänner 1862, wurde Esterházy-Liechtenstein von Kaiser Franz Joseph I. als Oberhofmeisterin entlassen. Ihre Nachfolgerin wurde Pauline von Königsegg, Gräfin Bellegarde. Kaiser Franz Joseph I. verabschiedete sich persönlich von ihr, dankte ihr für ihre Dienste und überreichte ihr als Zeichen seiner Dankbarkeit ein wertvolles Armband mit seinem Porträt. Esterházy-Liechtenstein kehrte daraufhin von Venedig nach Wien zurück.
Sie starb im Juni 1869 in Wien und wurde in der Liechtensteinschen Familiengruft in Wranau beigesetzt. Bei ihrer Beerdigung in Wranau war auch das Kaiserpaar anwesend.

## Rezeption
In der Literatur und im Film, aber auch im Musical, wurde Gräfin Esterházy mehrfach dargestellt; insbesondere ihr Verhältnis zu Kaiserin Elisabeth wurde thematisiert.
In den beiden Sissi-Filmen Sissi – Die junge Kaiserin (1956) und Sissi – Schicksalsjahre einer Kaiserin (1957) wurde sie von der österreichischen Theaterschauspielerin Helene Lauterböck gespielt. Ihre Rolle in den Sissi-Filme ist als klassische Nebenrolle angelegt und steht weitgehend im Einklang mit der Historie. Sie wird als sittenstrenge Hofmeisterin dargestellt, die auf die Einhaltung des Hofzeremoniells achtet.
In dem zweiteiligen Historienfilm Sisi (2009) von Regisseur Xaver Schwarzenberger wurde ihre Rolle deutlich aufgewertet. Die Rolle wurde von Franziska Stavjanik gespielt. Ihre Darstellung erhielt positive Kritiken. Gräfin Esterházy ist hier zunächst die Vertraute der Erzherzogin Sophie, in deren Auftrag sie Elisabeth in das Hofzeremoniell einführen soll. Gleichzeitig soll sie der Erzherzogin über jeden Schritt Elisabeths genauestens Bericht erstatten. Im Verlauf der Handlung wird jedoch das Entstehen eines Vertrauensverhältnisses zwischen den beiden Frauen geschildert, das jedoch historisch nicht verbürgt ist. Gräfin Esterházy wird zur Vertrauten und Freundin der Kaiserin. Sie öffnet ihr Türen am Hof und unterstützt Elisabeths Unabhängigkeitspläne für Ungarn. Durch die liberale Haltung von Kaiserin Elisabeth und durch ihre teilweise Verwendung des Ungarischen als Sprache bei Hof wird im Film auch „der rebellische Geist der [Gräfin] Esterházy geweckt“, wie Stavjanik in einem Interview ihre Rolle charakterisierte. In einem Gespräch mit Erzherzogin Sophie wendet sich Gräfin Esterházy gegen diese und unterstützt Kaiserin Elisabeth in ihrem Wunsch, ihre beiden jungen Töchter Gisela und Sophie auf die geplante Reise nach Ungarn mitzunehmen. Sie wird daraufhin von Erzherzogin Sophie ihres Amtes enthoben; Elisabeth setzt sich jedoch für sie ein. In ihrer letzten Szene nimmt sie von Kaiserin Elisabeth Abschied, bereut ihre Tätigkeit als Informantin und sagt, dass sie der Kaiserin keine gute Freundin war.
In dem Musical Elisabeth erhielt sie als Gräfin Esterházy eine Nebenrolle. Im Duett mit der Erzherzogin Sophie im 1. Akt, 8. Szene und ihren weiteren kurzen Szenen wird der Druck des Hofes sichtbar.